# Palacio de Tormaleo
El palacio de Tormaleo, situado en el concejo de Ibias (Asturias, España), es un palacio rural edificado en el siglo XVIII a partir de un núcleo anterior que sería la torre y la crujía oeste.

## Descripción arquitectónica

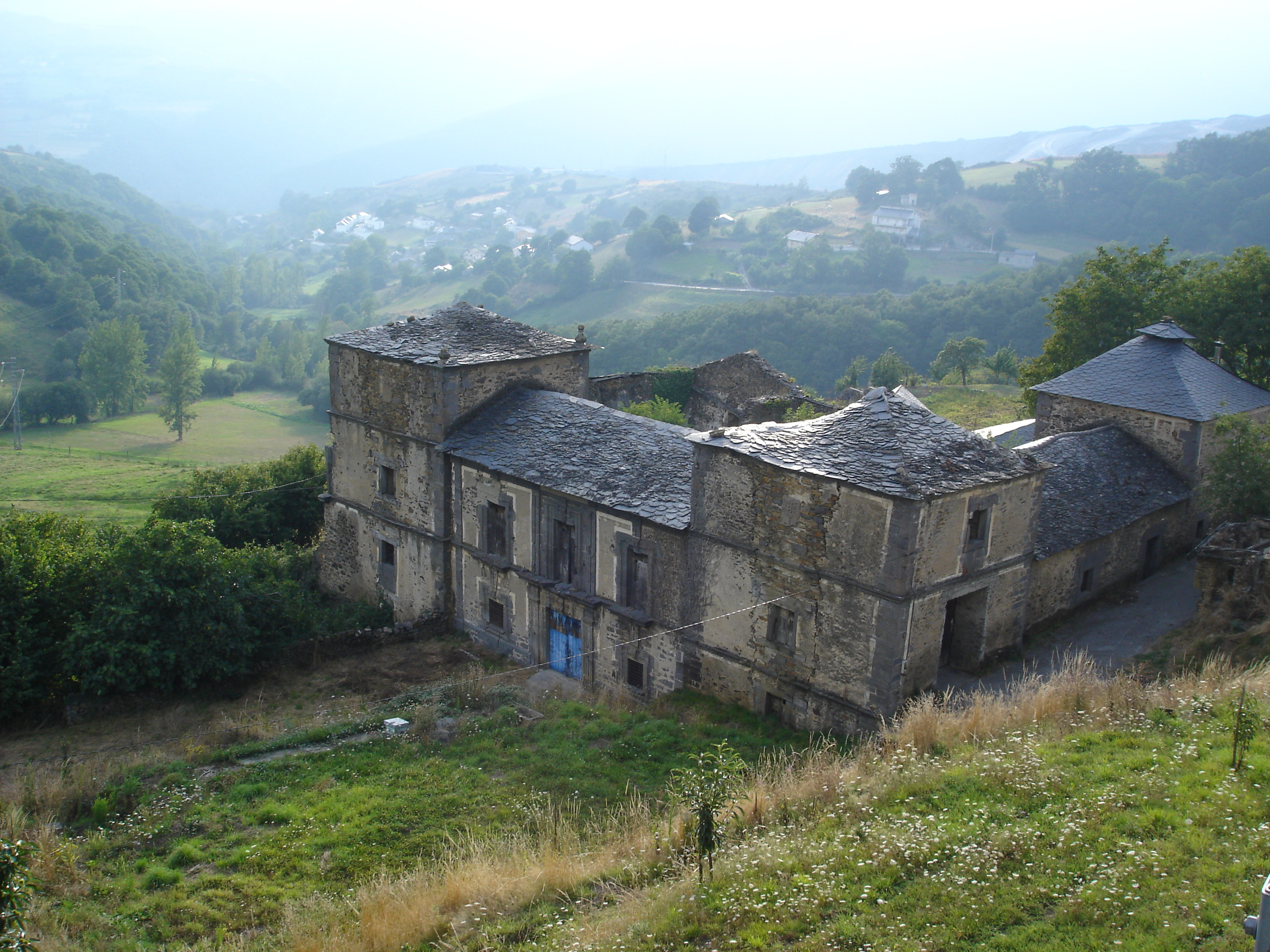
Panorámica del palacio de Tormaleo (agosto de 2007)

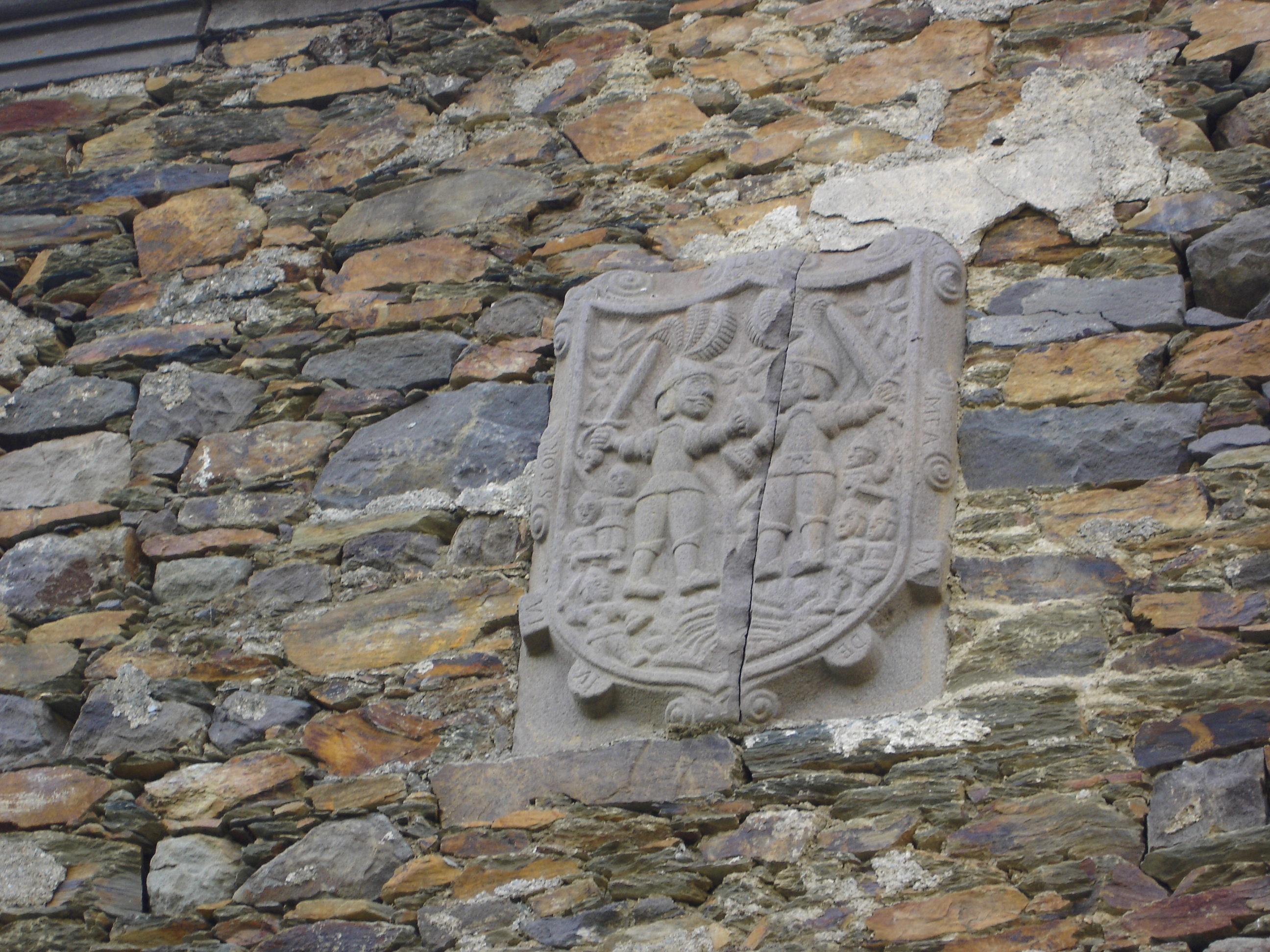
Escudo situado en una de las torres del palacio de Tormaleo

Tiene planta cuadrada a diferentes alturas, estructurada en tres torres, tres crujías y un muro de cierre que hace la cuarta crujía. La torre oeste, es una antigua y singular construcción, de sección cuadrada y una planta que se cubre con falsa bóveda sin ningún orificio de ventilación a pesar de que en su interior se encuentra el hogar.
La fachada principal se sitúa en el frente sur. Presenta un cuerpo central de dos pisos, flanqueado por dos torres de tres. En el cuerpo central se concentran los elementos decorativos, portada, huecos, y balcones adornados por molduras, pilastras, orejas y otros elementos barrocos. La fachada occidental está abierta en el piso bajo por una doble arquería que sujeta a una galería sobre pilar. Frente a la fachada se sitúa la capilla del palacio de planta de nave única.
Las dos torres presentan simetría en la distribución de huecos y en elementos decorativos como los dos escudos que coronan las fachadas. Una línea de imposta marca la separación entre los pisos.
Los materiales utilizados en la construcción son mampostería para los muros, sillar para esquinas, vanos y elementos decorativos; y laja de pizarra para las cubiertas que son a dos aguas para las crujías y cuatro para las torres.
El Palacio de Tormaleo fue declarado Bien de Interés Cultural, en la categoría de Monumento, con fecha 30 de diciembre de 1993.
Sin embargo, el Palacio se encuentra incluido desde el 25 de enero de 2010 en la Lista Roja de Patrimonio de Hispania Nostra. Los motivos de su inclusión fueron la ruina progresiva por abandono y el expolio y venta de piedras y elementos arquitectónicos. Su estado de conservación de describe como abandonado y en ruinas. Venta de piedra y demás elementos arquitectónicos. Se pueden encontrar numerosos deshechos tanto en el Palacio como en los alrededores. Escasa señalización. 